# Michael Cates
Michael Elmhirst Cates (Bristol, 5 maggio 1961) è un fisico britannico noto per le sue ricerche nel campo della fisica della materia soffice.
Dal 1º luglio 2015 è il 19° professore lucasiano di matematica dell'Università di Cambridge.

## Biografia
Cates ha studiato fisica presso l'Università di Cambridge, dove ha ottenuto il PhD nel 1985, con una tesi sulla meccanica statistica dei polimeri, sotto la supervisione di Samuel Edwards. Dopo alcune esperienze postdottorali, nel 1989 è ritornato a Cambridge presso il Cavendish Laboratory, per poi trasferirsi nel 1995 come professore all'Università di Edimburgo, dove è rimasto vent'anni, fino al nuovo ritorno all'Università di Cambridge come titolare della cattedra lucasiana di matematica.
A riconoscimento delle sue ricerche è stato eletto nel 2007 fellow della Royal Society, e successivamente membro straniero delle National Academy of Engineering e National Academy of Sciences statunitensi, ed ha ricevuto il Premio Dirac dell'Institute of Physics nel 2009, la Gold Medal della British Society of Rheology sempre nel 2009, il Premio Weissenberg dell'European Society of Rheology nel 2013 e la Medaglia Bingham della Society of Rheology statunitense nel 2016.

## Ricerche
Cates si occupa in generale dello studio teorico della materia soffice, che include polimeri, colloidi, gel, cristalli liquidi e materia granulare. In particolare in molti casi si è occupato del comportamento reologico di tali sistemi, allo scopo di ricavare un'equazione costitutiva in grado di descrivere lo stress di un materiale fluido in funzione della storia meccanica di quel materiale.
Un'importante classe di sistemi a cui ha dedicato le sue ricerche in tempi recenti è quella della materia attiva, sospensioni particolarmente dense di particelle semoventi che includono, ad esempio, batteri. In particolare suoi interessi includono l'elaborazione di teorie fondamentali di campo dei sistemi attivi in cui la simmetria di inversione temporale (simmetria T e, più in generale, simmetria CPT) è assente. Tali teorie sono caratterizzate da una produzione di entropia non nulla allo stato stazionario.